# المور (ویسکانسین)
المور (به انگلیسی: Elmore) یک منطقهٔ مسکونی در ایالات متحده آمریکا است که در شهرستان فوند دو لک، ویسکانسین واقع شده‌است. المور ۳۱۳٫۰۳ متر بالاتر از سطح دریا واقع شده‌است.